# Candida (Italia)
Candida è un comune italiano di 1 089 abitanti della provincia di Avellino in Campania.

## Geografia fisica
Candida sorge sulle pendici orientali dell'altura denominata Toppa Sant'Andrea di 646 metri di altitudine, alla testata della valle del Bosco Grande o Nemus Corilianum, zona a elevato indice di piovosità e propaggine dei monti dell'Appennino meridionale.

### Territorio
Lorenzo Giustiniani, nel suo dizionario geografico, parlando di Candida scriveva:
Ella è situata in luogo molto alpestre, confinando il suo territorio da oriente con Montefalcione, da mezzogiorno con Parolisi, da occidente con Atripalda, e da settentrione con Manicalciati. Le produzioni del di lei territorio consistono in quantità di castagne, vino, canape, e lino
Giuseppe Zigarelli, storico e ricercatore avellinese, nonché appassionato cultore di antichità e fondatore del primo museo archeologico irpino, nel tracciare un profilo storico e ambientale dei vari comuni della diocesi di Avellino così si esprimeva parlando di Candida:
Essa perché è situata sul dorso di alquanto erta collina domina colle sue pendici dodici paesi che sembrano farle onorata corona.
In un documento del 17 dicembre 1576 si legge:
La terra della Candida sta sita in loco eminente et de bona aria distante da detta città de Avellino circa tre miglia.
Angelo de Ruggiero, prete e professore del seminario di Avellino nei primi decenni del Seicento, considerato uno dei migliori poeti latini ch'abbia prodotto questa provincia, componeva magnifici versi su Candida:
Te magna pietas, sacra septa ac templa fatentur,
Candida, si phœnix scis renovare dies.
Inter castra vetus præstas vicina nec ulli
aëre, fonte, mero mitius astra micant.
La tua grande umanità, i sacri ricoveri e i templi ti rendono unica,
Candida, come una fenice sai rinnovarti nel tempo.
Eccelli tra le rocche vicine per antichità, né altrove
le stelle splendono più dolcemente per l'aria, le fonti, il vino puro.
Infine l'arciprete Pasquale de Magistris, candidese e pastore indegno di questo popolo, come egli stesso si definisce, così scriveva:
Candida, che sotto un cielo che le sorride e in mezzo a monti che le parlano di forza, pare aperta a tutto ciò che è grande e bello.
Chiunque nei secoli passati abbia raccontato e descritto questo che era ed è un piccolo centro irpino, seppur carico di storia, non è riuscito a trovare che parole esaltanti la splendida posizione, la dolcezza e salubrità del suo clima.

## Storia
Fino al IX secolo d.C. non ci sono documenti che attestano l'esistenza del borgo di Candida, ma dai numerosi ritrovamenti di terracotta e di ceramica antica nelle zone che degradano verso il vallo che separa il territorio di Candida da quello di Montefalcione, si può facilmente presumere che vi fossero insediamenti di famiglie dedite alla pastorizia e alla coltivazione di quelle terre, sfruttando le acque del torrentello e i boschi circostanti che facevano parte del nemus Corilianum, cosiddetto per la prevalenza del noccioleto selvatico. I rinvenimenti lasciano pensare che non vi fosse alcuna costruzione in laterizio, essendo tegole e cocci in ceramica d'uso domestico gli unici oggetti ritrovati. Un saggio di scavo in un insediamento pre-romano individuato in località Cesine fu ritrovata una patera del IV secolo a.C.
Il toponimo del paese è di origine classica indicando le candide e biancheggianti rocce su cui è insediata la parte più antica dell'abitato. Un'altra ipotesi, invece, fa riferimento alle denominazioni che prendevano le villæ romane, ispirandosi alle caratteristiche dell'ambiente su cui insistevano.
All'epoca dell'impero romano, il territorio ricadeva nella Civitas Abellini, iscritto alla tribù Galeria. Con la dissoluzione dell'impero romano e l'invasione dei barbari, il territorio fu conquistato e devastato prima da Belisario, nel 536, e poi da Totila, nel 543.
Nel periodo longobardo, la prima notizia storica documentata di Candida risale al 1045, quando rientrava come casale nella contea di Avellino sotto il dominio dei conti Adelferio e Giovanni. In un documento rogato dal notaio Tasselgardo nel Castello di Serra, sotto i principi longobardi di Benevento Pandolfo III e suo figlio Landolfo VI, una nobildonna, Domnanda figlia di Giovanni Menao, dichiara di possedere delle terre …Super ribus de Candida. Di appena venti anni dopo, il 1065, è un altro documento di un tal Grimoaldo rogato nel Castello di Candida, dove si parla di terre … Super ribus qui dicitur Cauda, verosimilmente la zona oggi nota col nome Auri derivazione dal termine tedesco Wald, cioè bosco.
Le prime notizie documentabili del castello di Candida e del suo signore risalgono a metà del 1100. Il Catalogus Baronum, compilato tra il 1150 e il 1168 a seguito del censimento, ordinato da Ruggero II di Sicilia, dei feudi e dei feudatari del Regno, attesta che feudatario di Candida e Lapio con Arianiello era Alduino figlio di Ruggero figlio di Oldoino delle genti Lortomanne, ovvero Normanne. A causa di un duro scontro con il cancelliere, Alduino perse i feudi che furono incamerati nel demanio; nel 1186 Guido de Serpico ebbe in concessione il feudo di Lapio e Arianiello, mentre il castello di Candida fu venduto a Rogerio, fratello di Guido e figli di Trogisio de Scapito, feudatario di Trogisio de Cripta di Serpico.
Nel Catalogus Baronum è scritto:
Candida est feudum ij militum, Lapigia et arcanellum feudum ij militum… hoc tenet Guidus et Rogerius frater eius qui emerunt illud a Curia… Rogerius emit Candidam, et non emerunt nisi solum quod Alduynus de Candida tenebat in Demanio.
Candida è un feudo che dispone di 2 militi, Lapio e Arianiello è un feudo di 2 militi… Sono posseduti da Guido e Ruggiero, suo fratello, che li comprarono dalla Curia… Ruggiero compra Candida, e comprarono solo ciò che Alduino de Candida aveva in Demanio.
A metà del XII secolo Candida, notevolmente ampliata, costituiva un vero borgo raccolto intorno alla montagnola rocciosa su cui si ergeva il castello, osservatorio privilegiato per controllare gli spostamenti delle truppe nelle zone a valle. Dell'ottima posizione strategica del castello di Candida fu persuaso anche Alfonso V d'Aragona che, nella sua avanzata verso Napoli, il 16 giugno 1440 firmò un documento in nostris felicibus castris contra terram Candidæ.

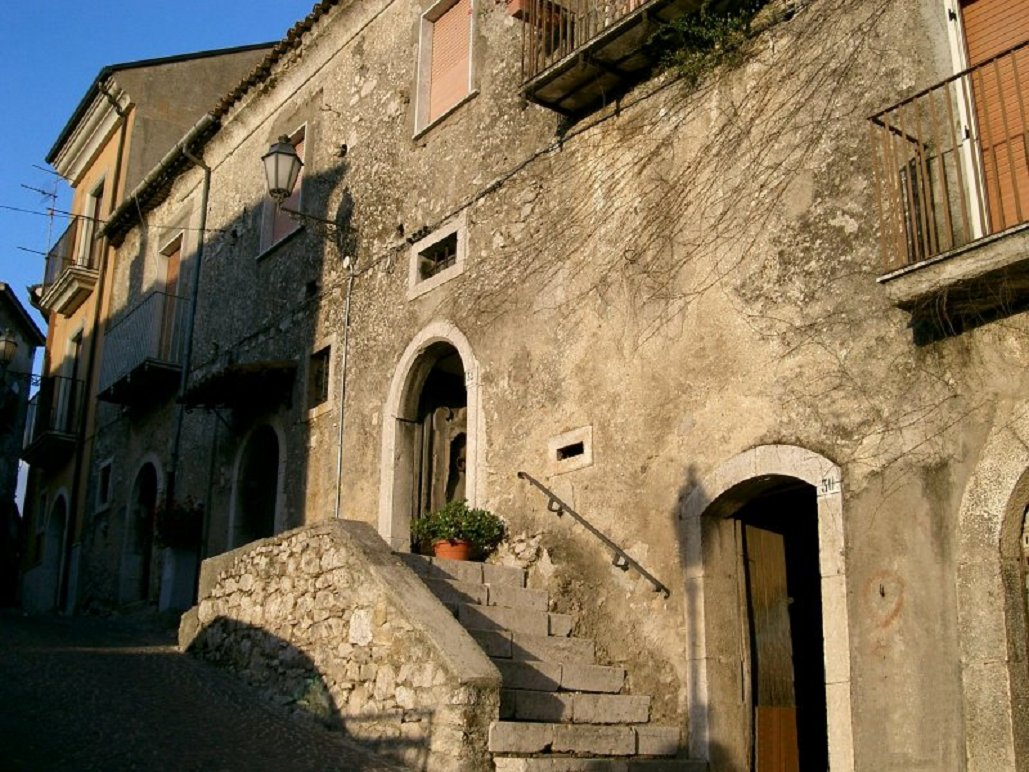
L'ingresso al castello di Candida, XII secolo

Nel suo volume Bernardo di Candida Gonzaga scrive che molte antiche et honorate memorie di que' della Candida sono riportate nel mortuale della Chiesa di S. Spirito di Benevento. In questo registro delle personalità defunte e lì sepolte, si fa menzione di Finizia, moglie del Giudice Pietro della Candida, giudice assessore presso lo straticò di Salerno, di Giordano e di Giacomo della Candida, di Caropresa, moglie del giudice Gregorio della Candida e di Anibale della Candida morto nel 1281.
Giordano Filangieri, nato tra il 1195 e il 1200 dal feudatario di Nocera Giordano e da Oranpiasa, nominato imperialis marescalcus, come si legge in un privilegio emesso nel marzo del 1232 da Federico II di Svevia a favore dei Veneziani, sposò nel 1234 la sorella di Alduino de Candida, il quale nel testamento redatto a Foggia nel novembre dello stesso anno gli concesse i feudi di Candida e Lapio. Tali feudi avrebbero costituito il nucleo dei possedimenti irpini della famiglia Filangieri. Alla morte di Giordano, il feudo di Candida toccò in eredità al figlio Aldoino, dal quale prese nome il ramo Alduino de Candida accrebbe il suo patrimonio ricevendo i feudi di Solofra e di Abriola.
Per la grande considerazione che i Filangieri di Candida avevano presso la corte di Federico II, Candida fu elevata ad Universitas, cioè in Comune, con il diritto di tenere adunanze partecipate da tutti i cittadini e gli uffici per l'amministrazione della giustizia civile e militare.
Alcuni documenti dei Registri Angioni attestano e avvalorano l'idea che Candida godeva, oltreché di buon prestigio, anche di un'elevata floridezza e vivacità economica e civile. Infatti, in alcune carte si concede all'università di tenere fiere in occasioni di particolari ricorrenze. Nel giugno del 1277, ad esempio, si dà ordine all'università di Candida di non indire alcuna fiera, pena il pagamento di una multa di 100 once. Mentre con un documento del 7 aprile del 1296 si concede, a seguito della richiesta di Riccardo Filangieri, … in quella terra di tenere una fiera nella festa di S. Angelo, vale a dire la festa di S. Michele Arcangelo, l'8 maggio.
Nel 1330 Filippo Filangieri entrò nel governo del feudo e nel 1340, raccogliendo i centri di Arianiello, Parolise, Salza Irpina, S. Potito, Salsola, Manocalzati, S. Barbato e Pratola Serra, costituì la Baronia di Candida.

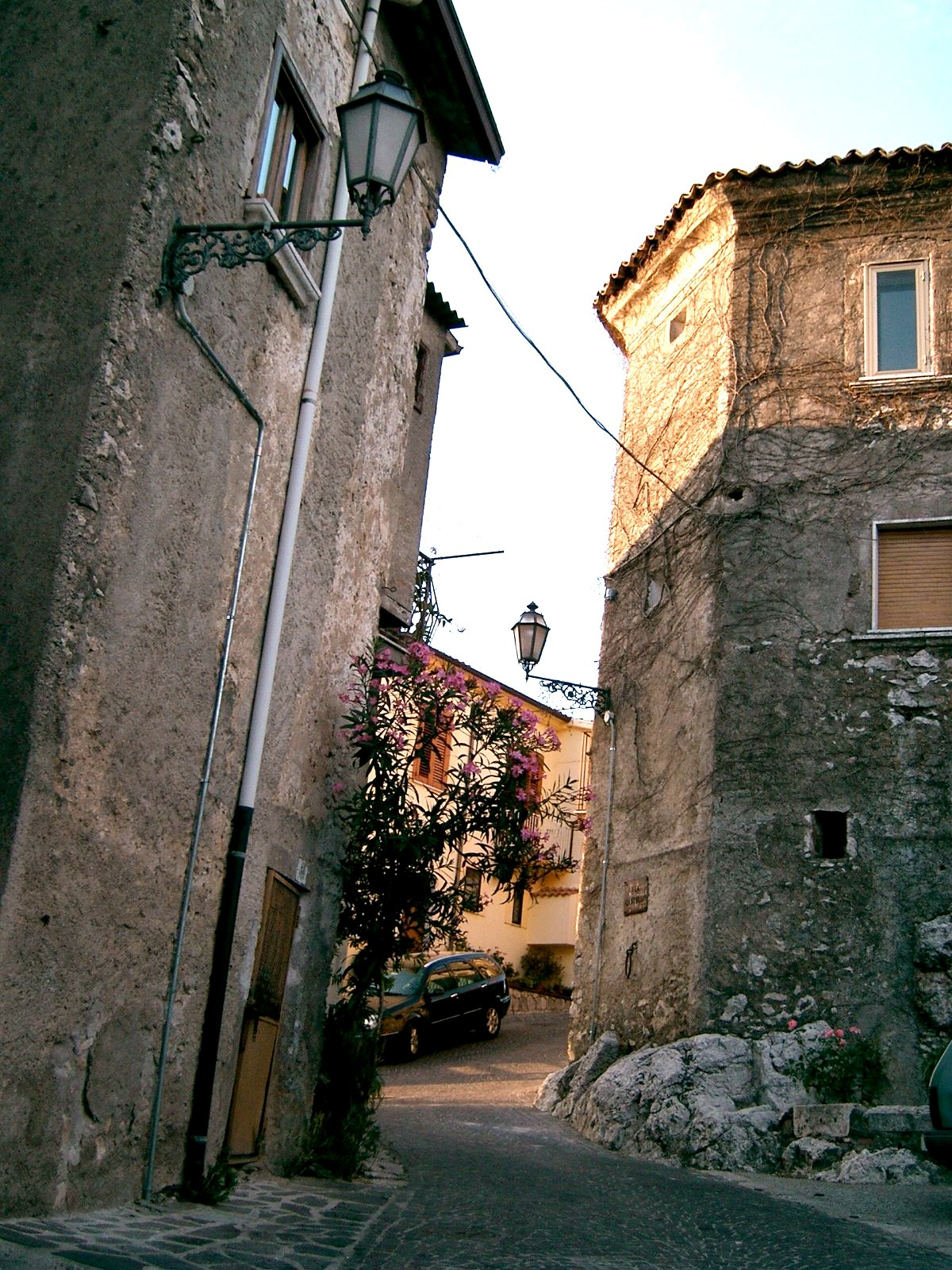
La torre quadrata del castello Filangieri a Candida, XII secolo

 Ciò favorì lo sviluppo demografico ed edilizio del borgo nonché una forte espansione economica soprattutto con la lavorazione del ferro, essenzialmente chiodi. Ancora oggi gli abitanti di Candida sono chiamati ‘i chiovaruli da Canneta (i chiodaroli di Candida). Il prestigio della casata dei Filangieri e la floridezza della baronia spinsero Filippo a sostenere un incremento edilizio che meglio esprimesse le magnificenze della sua signoria. Nel 1366 finanziò la costruzione di un importante complesso monastico, affidato ai frati agostiniani, composto da un convento e dalla chiesa della SS. Trinità. La chiesa, in stile gotico, divenne la cappella gentilizia della famiglia Filangieri, raccogliendo le spoglie dello stesso Filippo morto il 15 febbraio 1372.
La decisione di Giovanna II d'Angiò di sottrarre la contea di Avellino ai Filangieri in favore di Sergianni Caracciolo, favorito della regina, indusse il barone di Candida Filippo, detto  'o prevete, nipote del fondatore della Baronia, a prendere le armi per risolvere la controversia. Nel 1426, Filippo a capo di una truppa composta da 500 soldati assediò e assaltò il castello di Montemiletto. L'azione rapida e ben congegnata gli permise di occupare il fortino e trarre prigioniero il fratello di Sergianni. Questi, a capo di un distaccamento militare inviato dalla regina, pose d'assedio la terra di Candida. Filippo, per far recedere le milizie dalle posizioni assunte, appiccò il fuoco ad alcune case, ma i suoi soldati, a causa del forte vento, non furono in grado di controllare le fiamme. Il fuoco bruciò gran parte del paese e fece morire carbonizzati molti uomini, donne e bambini distruggendo molte case con i loro beni; ciò portò alla devastazione del borgo fino a lambire lo stesso castello. Filippo Filangieri fu costretto, perciò, alla resa senza condizioni.
Nuova signora di Candida divenne Caterina Filangieri, moglie di Sergianni che si rese promotrice della costruzione del palazzo baronale e della costruzione del monastero della Concezione di Candida dei monaci dell'Abbazia territoriale di Montevergine stipulando un contratto di enfiteusi con il priore Lanzillo de Salza.
Nel 1513 Maria de Cardona (Padula, 1509 - Napoli, 9 marzo 1563) divenne la nuova baronessa di Candida. Donna di grande cultura e di molta pietà cristiana, la marchesa de Cardona fece restaurare la chiesa agostiniana e si impegnò per la costruzione di una nuova …ecclesia intitulata Santa Maria Maggiore con titulo de arceprevetarato…, chiesa che sostituisse quella stretta e scomoda situata a ridosso della torre campanaria, …parimenti antica e di male architettata costruzione….
Successivamente il feudo fu posseduto dal genovese Niccolò Grimandi, da Nicolò Doria e da Andrea Leone. Nel 1581 il feudo fu venduto a Bendillo Saulli, per 77562 ducati, 4 tarì e 12 grani. Il 23 novembre 1590 il feudo fu ceduto dal demanio reale a Vittoria de Sangro, marchesa di Montefalcione, che l'anno successivo vendette le terre di Candida a Lucrezia Moscato, moglie di Giovan Battista Magnacervo feudatario di Pulcarino, l'odierna Villanova del Battista. Il feudatario di Montefalcione trattenne però nelle sue pertinenze metà del molino di Candida. Il 5 dicembre del 1691 i discendenti del barone Giovan Battista vendettero, per 22000 ducati, le terre di Candida a Francesco Marino Caracciolo, principe di Avellino e gran cancelliere perpetuo del regno. Il feudo di Candida entrò a far parte del principato di Avellino. Il feudo di Candida restò legato alla famiglia Caracciolo fino all'eversione della feudalità avvenuta nel 1806. Il principe Giovanni Caracciolo fu l'ultimo signore feudatario di Candida.

### Lo stemma
Lo stemma del comune di Candida, un drappo di color avorio, presenta al centro, su un campo blu cobalto, una fenice che rinasce a vita nuova da un nido posto su un colle più alto degli altri e sotto un cielo assolato che le sorride. Lo stendardo, chiuso da un elegante decoro dorato, è coronato da un diadema baronale impreziosita con rubini e smeraldi.
Il senso dello stemma è riconducibile alla storia stessa del paese, distrutto a causa di un feroce incendio nel 1426 e poi rinato, come una novella fenice, a vita nuova e testimoniato da un bellissimo quanto sibillino distico, scolpito nel 1519 sul portale della chiesa agostiniana della SS. Trinità:
CANDIDA CUR PHOENIX IGNIS VORAT AUREA MONTES
SOLA NOVANDA CAPUT CUNCTA ELEMENTA FERO.
Candida sei come una fenice, il fuoco divora i monti dorati.
Do origine a tutti gli elementi per rinnovare le fondamenta.

## Monumenti e luoghi d'interesse

### Architetture religiose

#### Il monastero di Sant'Agostino
Della chiesa della SS. Trinità, meglio conosciuta come chiesa di sant'Agostino, oggi si conserva solo il portale in pietra e il monumento funerario di Filippo Filangieri. La chiesa era ad una navata in stile gotico e quindi abbastanza semplice …ben situata lunga et larga con pro-porzione et deficiente l'antempiatura per l'antichità. Dopo il 1550, la chiesa fu trasformata in stile rinascimentale, … fu restaurata ed arricchita del privilegio delle sette basiliche di Roma.

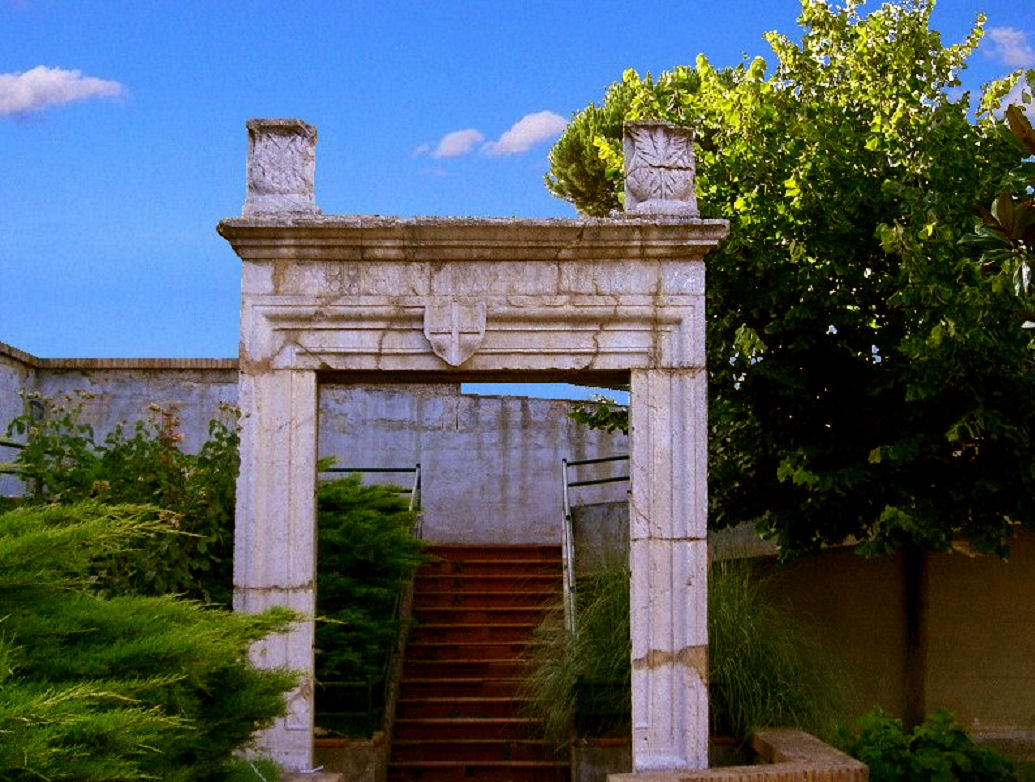
Portale in pietra della chiesa della SS. Trinità a Candida

L'abside era …tutta pittata et un quatro in mezzo della Madonna della Cintura. Sull'altare maggiore c'erano due statue di legno una raffigurante sant'Agostino e l'altra san Giovanni Battista. Sui lati della chiesa si aprivano sette piccole cappelle di cui sei a prospettiva che raccoglievano le icone della Madonna e di alcuni santi venerati come san Nicola e san Biagio, e la settima raccoglieva il monumento funerario di Filippo Filangieri. Il sarcofago, oggi è sistemato nella chiesa madre di Candida, è molto semplice: il barone è raffigurato rivestito delle sue armi e della sua spada, il volto adagiato su un cuscino è fortemente caratterizzato e i piedi sono sorretti da docili cane.
Nella chiesa della SS. Trinità arano sepolti anche i signori Magnacervo. Dei loro sacelli si conservano, sempre nella chiesa madre, solo le eleganti e poetiche epigrafi.
Sul lato destro della chiesa sorgeva il convento semplice nella forma quanto imponente. L'ingresso del convento era composto da un portale in pietra scolpita. La porta principale immetteva nel grande claustro circondato su tre lati da colonne con capitelli in stile dorico poste su un basso parapetto e sormontate da archi a tutto sesto. Sul lato murato si apriva la grande cisterna del convento.
Nel convento vivevano circa dieci frati e ci sono alcune persone civili, medici, notari, speziali e molti artisti quali servono per uso della terra.
A demolire il monastero pensarono dapprima il terremoto e poi le ruspe.

#### Il monastero di Montevergine

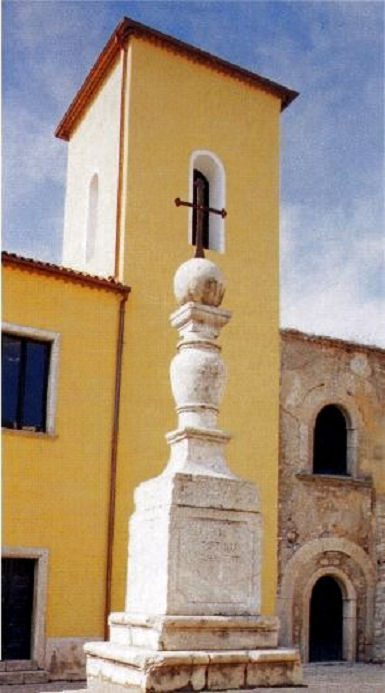
Croce di termite e campanile della chiesa di Montevergine di Candida

Il monastero e la chiesa della Concezione di Maria dei frati di Montevergine fu costruito agli inizi del Quattrocento ed elevato a badia, dopo gli ampliamenti in forme più monumentali voluti dal priore candidese Melchiorre Cerzo, agli inizi del Cinquecento. Sul largo antistante la chiesa c'è una bella quanto elegante croce di termite con in cima una croce e in basso gli stemmi del paese e dei monaci. Peculiarità del solo stemma del monastero di Candida è l'aggiunta dell'invocazione:
O crvx ave, spes vnica
Salve o croce, unica speranza
La chiesa, arricchita da una grande tela raffigurante la Madonna di Montevergine, è in stile barocco con pilastri a pianta quadrata, nell'attiguo campanile c'è una campana dal suono celestiale, fusa nel 1594, reca il bel distico:
Allontano le ombre del demonio e la furia del vento e canto le lodi;
la mia voce chiama i vivi e piange i morti.
Del monastero, di buon disegno, restano i ruderi del chiostro di forma quadrata e il pozzo monumentale eretto nel 1644.
Nella parte alta del monastero vi era un terrazzo …da cui l'occhio si spaziava sopra una varietà mirabile di poggi, di valli e di monti e dominava diversi paesi….
Al chiostro si accede da un gran portone in pietra con alla base due leoni scolpiti, posti come guardiani del monastero oramai pieno solo di sterpi e rovine.
Durante la grande guerra ospitò alcuni profughi giuliano-sloveni; Nel 1940 fu infine venduto per 1500 lire.

#### La chiesa madre
La chiesa madre, dedicata a Santa  Maria Assunta, fu aperta al culto nel 1540. La facciata presenta un portale sfarzoso, posto nel 1769 a sostituzione di quello originario di tipo rinascimentale, in pietra con decorazioni barocche. Esso conserva tutto il fascino di una struttura viva, equilibrata e proporzionata con un ottimo accordo tra le misure geometricamente esatte e i fregi di ispirazione libera.

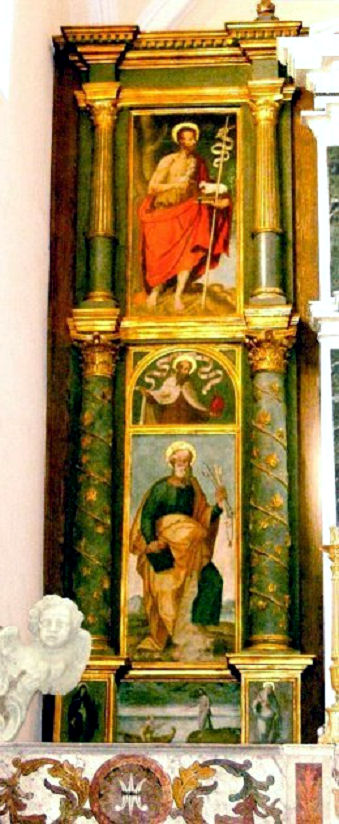
Pala lignea, XIV secolo

La chiesa si presenta ad una sola navata. L'altare è di stile barocco intarsiato di marmi policromi, su di esso si possono ammirare due splendide pale lignee, dipinte ad olio, Cinque-Secentesche, forse di scuola salernitana ed eseguite ad imitazione delle facciate dei palazzi nobiliari e dell'edilizia di culto del tempo. Due cappelle laterali ospitano le statue di San Filippo Neri e della Madonna del Buon Consiglio, patrono e protettrice di Candida. Il venerazione della Madonna sotto il titolo del Buon Consiglio si lega strettamente alla presenza a Candida dei monaci Agostiniani. Infatti, nella chiesa attigua al monastero vi era un primo quadro della Madonna in stile orientale e un secondo, del 1766 simile a quello attuale, simbolo di devozione e preghiera di una confraternita. Nel 1831 il reverendo Domenico Cutillo (Candida, 1795 - 30 marzo 1856), insigne teologo e filologo, professore di diritto naturale dal 1829 all'università di Napoli, fece realizzare il nuovo quadro della Madonna da artisti napoletani. Il quadro fu arricchito da statue lignee che fanno da coro al dipinto centrale.
Alla chiesa di Candida il papa Leone XIII concesse l'indulgenza plenaria toties quoties nei giorni 26 aprile e terza domenica d'agosto.

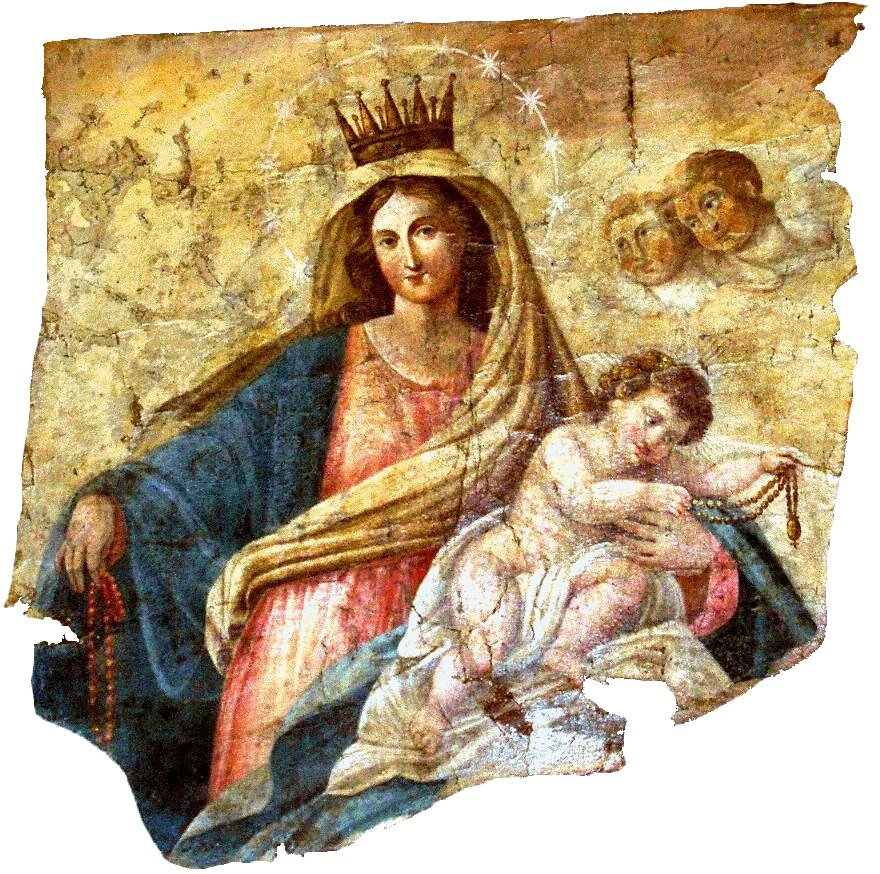
Frammento di Madonna con Bambino, olio su tela, XIX secolo

La devozione verso S. Filippo, il fondatore degli oratori, il santo del sorriso e dei giovani, è sancita da un patto notarile stipulato il 25 maggio 1653.
Sopra la porta di ingresso corre una balaustra in legno con al centro un dipinto raffigurante la Vergine col Bambino. La balaustra raccoglie un organo Ottocentesco opera di un artigiano locale con tre ordini di canne.
Nella sua austera sobrietà, a destra dell'altare, c'è il fonte battesimale in pietra bianca locale. Oltre a un crocefisso ligneo di buon pregio artistico e alcune tele, tra cui spicca la Madonna Assunta in Cielo, un quadro ottocentesco di chiara scuola napoletana, si può ammirare un frammento di Madonna con Bambino di eccellente composizione e delicatezza artistica.
In un locale attiguo alla chiesa è stato installato in modo permanente un presepe con pregevoli pastori del Settecento napoletano.

#### La congrega
Accanto alla chiesa vi è una piccola chiesetta sede della confraternita della Madonna del Carmine. Il portale della piccola chiesa è in pietra squadrata molto semplice, sull'architrave è scalpellata un'epigrafe di difficile lettura, si legge, però, chiaramente la data del 1673. Sopra di esso vi è una piccola nicchia in cui è dipinta ad affresco con un tratto leggero ed elegante, forse opera di un candidese, la Madonna del Carmine. All'interno, il soffitto monta un dipinto su tela di fine Settecento della stessa Madonna. Le associazioni laicali erano promotrici e curatrici di monti frumentari: una sorta di banca agricola che quasi a titolo gratuito prestava ai confratelli le sementi per le colture. Quello della congrega del Carmine, il più antico, fu costituito nel 1674.

### Architetture civili

#### Il castello
L'impianto urbanistico del borgo fortificato, costituito dal castello e dalle piccole casupole, coperte di tavolilli o scandole, situate intorno al fortino, era e resta molto semplice, di forma ellittica quasi a formare un'ulteriore protezione per il castello e da esso riceverne.

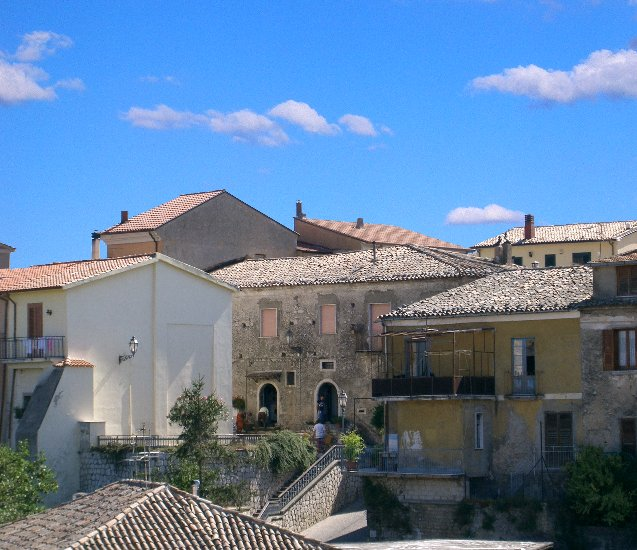
Il castello Filangieri, XII secolo

 L'accesso era consentito da tre porte: una, ad occidente, posta sulla via nova che dal castello va verso la piazza, era l'accesso più semplice e diretto verso il castello, anche se ha una rampa molto disagevole soprattutto per il passaggio di muli e cavalli. La seconda porta, a settentrione, era su via Toppole e consentiva l'accesso al borgo, alle spalle del castello, per la via che oggi è a gradini; anch'essa non molto agevole per il transito del bestiame che i contadini traducevano dalle campagne sottostanti. La terza porta, a meridione, con un accesso più agevole sia per il trasporto delle merci che del bestiame, era posta nelle vicinanze della torre campanaria.
Dell'antico fortino militare, edificato in epoca longobarda e rimodernato in età normanno-sveva, restano solo parte dei muraglioni e dei contrafforti. Al castello, costruito su un costone di roccia viva, si accede dal lato ovest da un portone d'ingresso in blocchi di pietra, elevato rispetto al livello della strada. Una scala in pietra conduce alla corte interna del maniero. Nell'angolo ovest del castello, si scorgono i resti di una torre a pianta circolare con base a scarpa, ad est c'era una torre a base quadrangolare con pareti verticali senza alcuna apertura, l'unico punto di acceso immette sul giardino del castello. Da questa torre parte la muraglia difensiva che va verso sud fino ad un edificio addossato alla struttura di una terza torre. La figura slanciata ed ermeticamente rinserrata nelle mura rendeva il fortino inespugnabile. Il castello semplice e con tutti i requisiti di sicurezza, era un vero e proprio nido d'aquile.

#### Il palazzo baronale

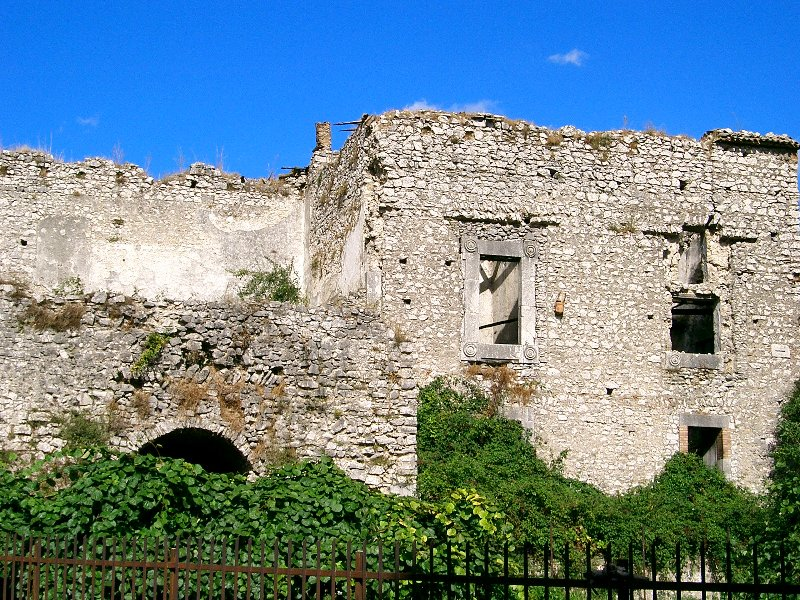
Palazzo Filangieri, XV secolo

Il Palazzo baronale, voluto da Caterina Filangieri negli anni trenta del XV secolo, era una bella costruzione su due piani a cui si accedeva da un arco voltato a botte. Sulla facciata c'era una loggia centrale impreziosita da colonne in pietra bianca alte e snelle per dare maggiore slancio all'intero impianto della loggia. A completare l'impianto prospettico c'erano delle poderose finestre con le riquadrature in pietra bianca locale. Erano enormi con delle formelle nei lati, eleganti e semplici a cerchi concentrici, concepite per fare da contraltare alla struttura centrale e per dare forza e importanza a tutto l'edificio. L'imponente facciata insieme al giardino antistante costituiva, per tutti coloro che percorrevano il tratturo verso la Puglia, una splendida presentazione del paese con la sua invidiabile dignità urbanistica e umana.

#### Altri edifici

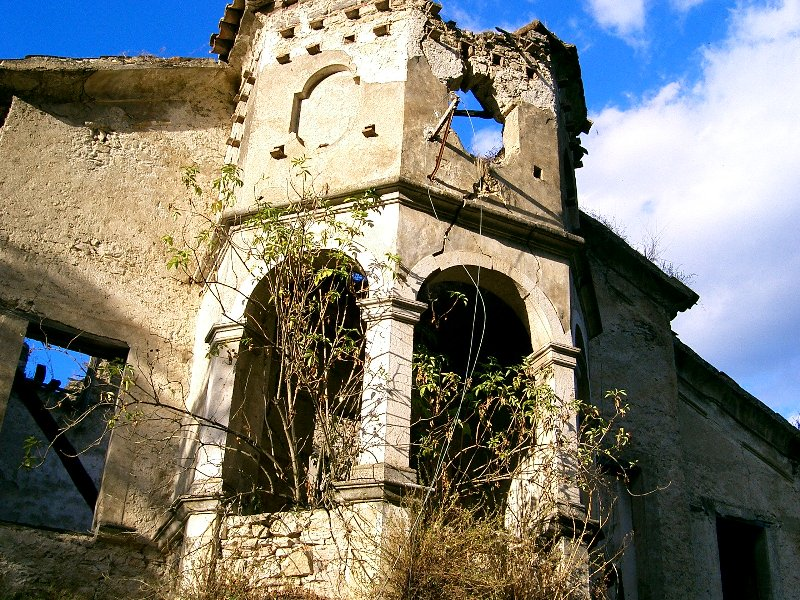
Casino di caccia, XVII secolo

A Nord del paese, nelle Selve Corte, c'è la casina di caccia dei principi Caracciolo. Fatta costruire da Marino Caracciolo nel 1692, l'edificio presenta al centro della facciata un'importante quanto architettonicamente interessante torre a base poligonale con una loggia con colonne in pietra e archi a tutto sesto.

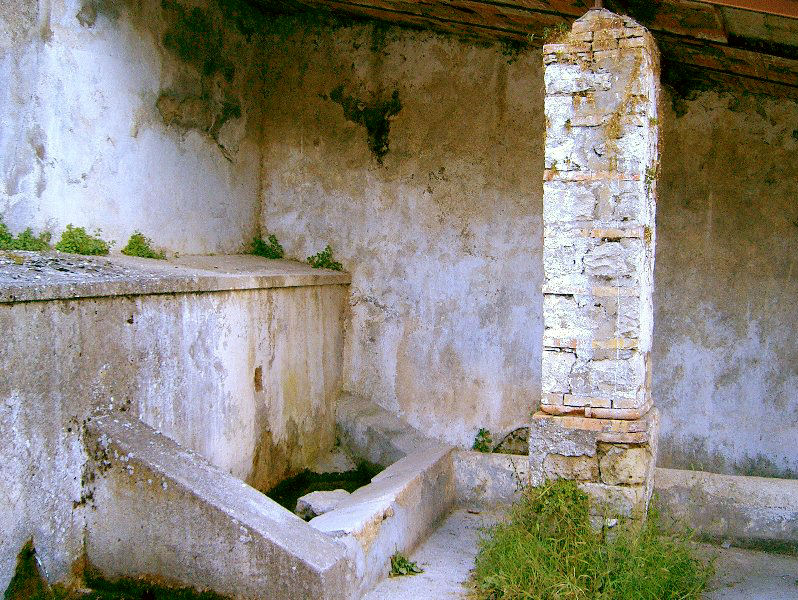
Fontana nova

Tutto l'abitato sia quello sorto nelle vicinanze del castello che del palazzo dei Filangieri è ricco di caratteristiche abitazioni e vecchie case gentilizie con una grande quantità di portali in pietra e davanzali finemente lavorati e tutti pertinenti ai secoli XVIII e XIX. 
Delle tante sorgenti d'acqua fresca e rifocillatrice, l'unica ad avere una struttura in fabbrica e una cisterna per l'accumulo delle acque è la fonte, posta a sud dell'abitato, chiamata semplicemente ‘a fontana. Conserva ancora gli ampi e levigati lavacri in pietra dove tante generazioni di donne candidesi, raccolta la biancheria in mastelli di legno, i cupielli, si recavano per fare il bucato.

## Società

### Evoluzione demografica
Abitanti censiti

### Lingue e dialetti
Accanto alla lingua italiana, nel territorio di Candida è in uso il dialetto irpino.

## Economia
Candida è un paese a forte vocazione agricola, oggi come 500 anni fa, si produce grano, granoturco, patate, nocciole, castagne e ottimo vino, essenzialmente fiano e aglianico, nonché le produzioni genuine di frutta e ortaggi. Le numerose feste e sagre offrono la possibilità di provare i sapori autentici anche di carni e insaccati orgogliosamente e testardamente locali e naturali. La presenza, fino agli inizi dell'Ottocento, della via Napoletana, percorsa giornalmente dalle carovane di commercianti e pastori indusse i candidesi a prodursi in mestieri che hanno dato benessere e prestigio al vecchio borgo. Furono costruite due taverne per far rifocillare e riposare i viandanti; si attivarono, accanto alle taverne, le stalle per custodire e ristorare le bestie, fu attivato anche un hospitale per assistere i pellegrini e i poveri. Non poté mancare la costituzione di piccole attività da maniscalco. Le botteghe per la trasformazione del ferro, essenzialmente utensili domestici e contadini quali palette, tribbiti, zappe, mascature, catinielli, scibbie…, erano sistemate in vasci o cellari ed erano governate da magistri ferrarii. Non esistono documenti che possano provare una data sull'insediamento delle botteghe dei chiovaruli a Candida. Il primo documento in cui si fa riferimento alle ferriere di Candida è un atto processuale dell'11 dicembre 1540. A Candida, però, già dai primi anni del xvi secolo esisteva un vico chiamato, come oggi, "vico delli ferrari" a riprova che l'arte di forgiare era già una realtà importante del paese. I masti ferrari di Candida dovevano essere molto apprezzati visto che venivano stipulati veri contratti con cui si accoglievano nelle proprie officine giovani di altri paesi come apprendisti e con l'impegno a cacciare masto fenuto entro tre-quattro anni.
I chiodi battuti nei cellari da pazienti quanto capaci chiuovaruli candidesi superarono bene la prova tanto da essere ricercati anche fuori regione.

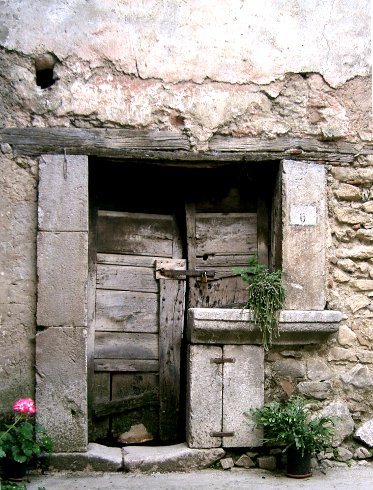
Antica officina dei mastri chiodaroli di Candida

L'arte del ferro oggi rivive nelle manifestazioni rievocative dove gli ultimi chiovaruli forgiano centrelle, chiuovi e scibbie così come all'epoca di Filippo Filangieri.
Se gli uomini erano avvezzi all'arte del dio Vulcano, le donne del paese erano molto apprezzate per la perizia nella filatura e tessitura del lino. L'ultima tessitrice è stata Nunzia Marino, da tutti chiamata Zia Nunzia. A 90 anni passava gran parte della giornata al telaio muovendo con grande perizia pettini e spole. Per avvolgere il filo da tessere e farne gomitoli, spesso si aggirava nei bar alla ricerca di carte da gioco non più usate; ancor oggi a Candida quando si gioca a carte e si ha la mala sorte di riceverne di poco utili per la vittoria si inveisce contro il mazziere per avergli dato ‘e carte 'e zia Nunzia.
Non mancano però piccole iniziative imprenditoriali sia nel settore dell'edilizia sia dell'artigianato.
Un nuovo modo di interpretare il territorio, la sua storia e i suoi prodotti ha messo in moto negli ultimi anni un ciclo virtuoso che fonde un millenario serbatoio di cultura che questi luoghi ancora esprimono ad un rinnovato modo di fare impresa. Spinti da un nuovo tipo di turismo, orientato alla riscoperta dell'immenso e vivace patrimonio di sapori e prodotti tipici e tradizionali, molti intraprendenti e capaci imprenditori hanno deciso di rinnovare, reinterpretare e rivalutare le variegate risorse legate alla gastronomia, alla viti-vinicoltura e ad altre tipiche produzioni agricole ed artigianali che da sempre avevano fatto eccellere questi antichi borghi e che sembravano non aver futuro. L'incontro fatale, ma del tutto naturale, tra i frutti della terra e le tradizioni popolari e culturali costituisce un binomio vincente anche per Candida. Sono nate sul suo territorio piccole quanto interessanti iniziative imprenditoriali, essenzialmente giovanili, destinate ad una rapida e qualificata crescita. Esse hanno recuperato uno stimolo antico per il lavoro di qualità che pro cura benefici e vantaggi per l'intera comunità.

## Infrastrutture e trasporti

### Strade
Il comune è interessato dalla strada statale 400 di Castelvetere.

### Ferrovie
Il comune era servito dalla stazione di Parolise-Candida, sulla ferrovia Avellino-Rocchetta Sant'Antonio.

## Amministrazione
| Periodo | Periodo   | Primo cittadino    | Partito                            | Carica  | Note   |
| ------- | --------- | ------------------ | ---------------------------------- | ------- | ------ |
| 1988    | 1993      | Sabino Albanese    | PCI                                | Sindaco | [ 31 ] |
| 1993    | 1997      | Sabino Albanese    | PDS                                | Sindaco | [ 31 ] |
| 1997    | 1999      | Sabino Albanese    | centrosinistra                     | Sindaco | [ 31 ] |
| 1999    | 2004      | Carmine Russo      | lista civica                       | Sindaco | [ 31 ] |
| 2004    | 2009      | Raffaele Petrosino | lista civica                       | Sindaco | [ 31 ] |
| 2009    | 2014      | Raffaele Petrosino | centrosinistra                     | Sindaco | [ 31 ] |
| 2014    | 2019      | Fausto Picone      | lista civica "Insieme per Candida” | Sindaco | [ 31 ] |
| 2019    | 2024      | Fausto Picone      | lista civica "Insieme per Candida” | Sindaco | [ 31 ] |
| 2024    | in carica | Fausto Picone      | lista civica “Insieme per Candida” | Sindaco | [ 31 ] |

Il comune fa parte dell'Unione dei comuni Terre dei Filangieri.